# Club YLA
Club YLA – kobieca sekcja belgijskiego klubu piłki nożnej Club Brugge, mający siedzibę w mieście Brugia, w północno-zachodniej części kraju, występujący od sezonu 2019/20 w rozgrywkach Super League, a wcześniej, w latach 2000–2012 w rozgrywkach Eerste Klasse oraz w latach 2013–2015 w nowo powstałej, transgranicznej lidze Belgii i Holandii (BeNe League).

## Historia
Chronologia nazw:
- 2000: KSV Jabbeke
- 2010: Club Brugge Dames – po odłączeniu od KSV Jabbeke
- 2011: Club Brugge KV – po dołączeniu do Club Brugge KV
- 2020: Club YLA

Kobieca drużyna piłkarska KSV Jabbeke została założona w Jabbeke w 2000 roku jako dziewczęca drużyna klubu piłkarskiego Club Brugge. Zespół złożony głównie z zawodniczek z własnego regionu wystartował w lidze prowincjonalnej West-Vlaanderen, gdzie od razu zajął drugie miejsce. Po roku udało się awansować do krajowej Derde Klasse (D3). W debiutowym sezonie 2001/02 zajął trzecie miejsce w swojej grupie. W następnym sezonie 2002/03 spisał się jeszcze lepiej i został mistrzem, tym samym awansując do Tweede Klasse. Jednak natychmiast po roku spadł z powrotem do Derde Klasse. W sezonie 2004/05 znów został mistrzem trzeciej klasy i wrócił na drugi poziom. W drugim sezonie w Tweede Klasse udało się utrzymać w lidze, a w 2008 roku nawet został mistrzem, zdobywając historyczny awans do Eerste Klasse. W debiutowym sezonie 2008/09 zespół zajął ósme miejsce.
W międzyczasie planowano zreformować kobiecą piłkę nożną, w ramach której miała być utworzona "Elite League", do której mogły przystąpić wyłącznie drużyny powiązane z męskim klubem z najwyższych lig. Dlatego KSV Jabbeke zdecydował się na współpracę z pobliskim Club Brugge. W 2010 roku drużyna kobiet oddzieliła się od KSV Jabbeke i przeniosła się do Brugii, zmieniając nazwę na Club Brugge Dames. W 2011 dołączyła do Club Brugge jako sekcja kobieca klubu i przyjęła nazwę Club Brugge KV. W sezonie 2012/13 startowała nowoutworzona Women's BeNe League, w której doszło do połączenia belgijskiej First Division i holenderskiej Eredivisie. W połączonej belgijsko-holenderskiej lidze zespół zajmował kolejno 16, 12 i 11 pozycje. Po rozwiązaniu BeNe League klub podjął decyzję o rozwiązaniu pierwszej drużyny kobiecej i nie przystąpieniu do nowej belgijskiej Super League. Drugi zespół kontynuował grę w Tweede Klasse (D3). W sezonie 2017/18 zespół zwyciężył w grupie A i awansował do Eerste Klasse. Następny sezon zakończył na drugiej pozycji i po raz drugi wrócił na najwyższy poziom. W debiutowym sezonie 2019/20 drużyna zajęła 5.miejsce. W kolejnych trzech sezonach również zdobywała piątą pozycję. W kwietniu 2020 roku żeńska drużyna Club Brugge otrzymała nową nazwę: Club YLA, nazwaną na cześć Yvonne Lahousse, fanatycznej i dobrze znanej w kręgach kibicowskich kibicki Club Brugge. W latach 60. była jedną z założycielek grupy fanatycznych kibiców w Brugii.

## Barwy klubowe, strój, herb, hymn
|  |  |

Klub ma barwy niebiesko-czarne. Piłkarki domowe spotkania zazwyczaj grają w czarnych koszulkach z niebieskimi pionowymi pasami, czarnych spodenkach oraz czarnych getrach.

## Sukcesy

### Trofea międzynarodowe
Do chwili obecnej klub jeszcze nigdy nie zakwalifikował się do rozgrywek europejskich.

### Trofea krajowe
| \| \| Zdobyte trofea w rozgrywkach Belgii (stan na: 31-05-2023) \| |                                                           |      |                                    |
| Rozgrywki                                                          | Osiągnięcie                                               | Razy | Sezon(y)                           |
| Mistrzostwo                                                        | I miejsce                                                 | 0    |                                    |
| Mistrzostwo                                                        | II miejsce                                                | 0    |                                    |
| Mistrzostwo                                                        | III miejsce                                               | 0    |                                    |
| Mistrzostwo                                                        | 5.miejsce                                                 | 4    | 2019/20, 2020/21, 2021/22, 2022/23 |
| Puchar                                                             | zdobywca                                                  | 0    |                                    |
| Puchar                                                             | finalista                                                 | 2    | 2013/14, 2014/15                   |
| II liga                                                            | I miejsce                                                 | 1    | 2007/08                            |
| II liga                                                            | II miejsce                                                | 1    | 2018/19                            |
| II liga                                                            | III miejsce                                               | 1    | 2006/07                            |
| Belgia                                                             | Zdobyte trofea w rozgrywkach Belgii (stan na: 31-05-2023) |      |                                    |

### Inne trofea
- Derde Klasse / Tweede Klasse (D3):
  - mistrz (3x): 2002/03 (gr.A), 2004/05 (gr.A), 2017/18 (gr.A)
  - wicemistrz (1x): 2016/17 (gr.A)
  - 3.miejsce (1x): 2001/02 (gr.A)

## Poszczególne sezony

### Rozgrywki międzynarodowe

#### Europejskie puchary
Klub nigdy nie uczestniczył w rozgrywkach europejskich.

### Rozgrywki krajowe
| \| Belgia \| Bilans występów klubu w rozgrywkach piłkarskich Belgii (Stan na 31 maja 2023 r.) \| \| |                                                                                  |        |       |   |   |   |    |    |     |                             |        |        |      |
| Poziom                                                                                              | Rozgrywki                                                                        | Sezony | Mecze | Z | R | P | B+ | B– | Pkt | Lata                        | Awanse | Spadki | Naj. |
| I                                                                                                   | Eerste Klasse / Super League                                                     | 11     |       |   |   |   |    |    |     | 2008–2015, od 2019/20       | 0      | 0      | 5    |
| II                                                                                                  | Tweede Klasse / Eerste Klasse                                                    | 5      |       |   |   |   |    |    |     | 2003/04, 2005–2008, 2018/19 | 2      | 1      | 1    |
| III                                                                                                 | Derde Klasse / Tweede Klasse                                                     | 6      |       |   |   |   |    |    |     | 2002/03, 2004/05, 2015–2018 | 2      | 1      | 1    |
| | Puchar Belgii                                                                    | 22     |       |   |   |   |    |    |     | od 2000/01                  | 0      | 0      | 2    |
| | Superpuchar Belgii                                                               | 0      |       |   |   |   |    |    |     |                             | 0      | 0      |      |
| Belgia                                                                                              | Bilans występów klubu w rozgrywkach piłkarskich Belgii (Stan na 31 maja 2023 r.) |        |       |   |   |   |    |    |     |                             |        |        |      |

## Piłkarki, trenerzy, prezydenci i właściciele klubu

### Trenerzy
...
- 2014–2015:  Dieter Lauwers

...
- 07.2021–06.2023:  Dennis Moerman
- od 07.2023:  Heleen Jaques

## Struktura klubu

### Stadion
Drużyna rozgrywa swoje mecze domowe w Brugii na stadionie The Nest oraz Jan Breydel Stadion, który może pomieścić 29.042 widzów.

## Kibice i rywalizacja z innymi klubami

### Derby
- Cerkelladies Brugge
- KAA Gent Ladies